# 劉應龍 (嘉熙進士)
刘应龙（?—?），字汉臣，瑞州高安县（今江西省高安县）人。宋代官员，嘉熙进士。

## 生平
刘应龙历任零陵主簿、饶州录事参军、知崇仁县。蒙古帝国大军南征，朝野震动，丞相吴潜处置不力，加之反对以福王赵与芮之子赵孟启为皇子，被罢相。宋理宗指示刘应龙弹劾吴潜。刘应龙不同意，而且上疏论对内莫急于苏民困以固国本，外莫急于充军实以振国威。转任司农少卿，因为不依附贾似道，被罢官。景定三年（1262年），以湖南提举常平，救荒有功，转任秘书监兼国史编修、实录检讨。赵孟启即位为宋度宗，贾似道擅权专横，刘应龙出知广州、广东经略安抚使。德祐初年，转任兵部尚书、知赣州、兼江西兵马钤辖，力辞，隐居九峰山。